# Olof Wallenius

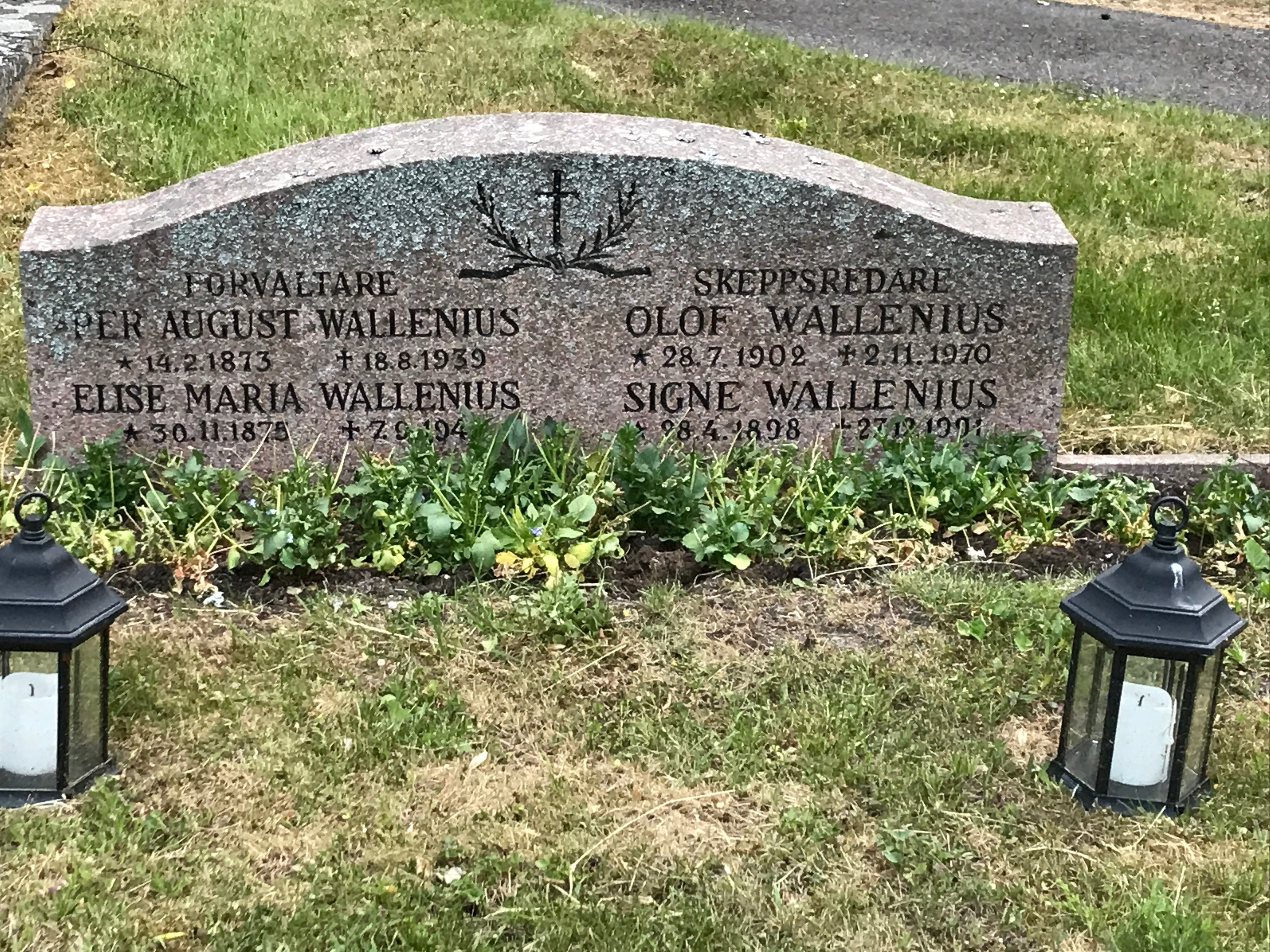
Olof Wallenius gravvård på Norra begravningsplatsen

Olof August Harald Verner Wallenius, född 28 juli 1902 i Maria Magdalena församling i Stockholm, död 2 november 1970 på samma plats, var en svensk affärsman och grundaren av Walleniusrederierna.
Olof Wallenius började som agent för Karlshamns Oljefabriker och kom fram till att dess produkter bäst kunde distribueras med kusttankfartyg. Han grundade 1934 Rederi AB Soya i Stockholm för detta ändamål och inköpte motorfartyget Bertil, som byggdes om på Löfholmsvarvet i Stockholm och omdöptes till M/S Soya. Rederiverksamheten utvecklades så småningom till Walleniusrederierna, och numera är Rederi AB Soya moderbolag i RoRo-fartygskoncernen Walleniusrederierna.
Wallenius ägde stjärntravhästen Big Noon under pseudonymen Stall Segerhuva.
Han var gift med Signe Wallenius (1896–1991) och far till Margareta Wallenius-Kleberg. Makarna Wallenius är begravda på Norra begravningsplatsen utanför Stockholm.